# Горбуново (Шепелевское сельское поселение)
Горбуново — опустевшая деревня в Кашинском городском округе Тверской области.

## География
Находится в юго-восточной части Тверской области на расстоянии приблизительно 12 км на север по прямой от города Кашин.

## История
Деревня была показана ещё на карте 1825 года. В 1859 году здесь (деревня Кашинского уезда) было учтено 23 двора. До 2018 года входила в состав ныне упразднённого Шепелевского сельского поселения.

## Население
Численность населения: 192 человека (1859 год), 7 (русские 100 %) в 2002 году, 0 в 2010.